# Młynek (Konin)
Pour les articles homonymes, voir Młynek.
Młynek (prononciation : [ˈmwɨnɛk]) est un village polonais de la gmina de Sompolno dans le powiat de Konin de la voïvodie de Grande-Pologne dans le centre-ouest de la Pologne.
Il se situe à environ 5 kilomètres au sud de Sompolno (siège de la gmina), à 21 kilomètres au nord-est de Konin (siège du powiat) et à 106 kilomètres à l'est de Poznań (capitale régionale).
Le village possède une population de 38 habitants.

## Histoire
De 1975 à 1998, le village faisait partie du territoire de la voïvodie de Konin.

Depuis 1999, Młynek est situé dans la voïvodie de Grande-Pologne.